# احتجاجات موسكو 2019
احتجاجات موسكو 2019 هي سلسلة من التجمعات التي بدأت في يوليو 2019 في العاصمة موسكو كجزء من الأزمة السياسية على أعقاب انتخابات مجلس مدينة دوما. اندلعت احتجاجات عامة واسعة النطاق دعى إليها مرشحي المعارضة المستقلة، أثناء عملية التسجيل بعد أن أججتها العديد من الانتهاكات من قبل السلطات.
أصبحت التجمعات في شارع ساخاروف في 20 يوليو و10 أغسطس 2019 أكبر التجمعات السياسية في روسيا بعد احتجاجات 2011-2013. فيما سجل تجمع 27 يوليو رقماً قياسياً في عدد المعتقلين، حيث تم اعتقال 1373 شخصاً. كما لم تؤد الطعون اللاحقة إلى لجنة الانتخابات المركزية من قبل المرشحين المستقلين إلى أي نتائج.
شهدت الاحتجاجات اعتقالات إدارية واسعة النطاق لمرشحين مستقلين غير مسجلين وقضيتين جنائيتين تمتلثا في عرقلة عمل لجنة الانتخابات وقضية شغب (المعروفة أيضًا باسم قضية موسكو). وقد شارك جهاز الأمن الفيدرالي الروسي في التحقيق في الأحداث. حيث أفيد أن وكالة الاستخبارات تحاول إيجاد علاقات بين المعارضة وهياكل أجنبية لإثبات تمويل الاحتجاجات من الخارج. في المقابل لم تتوصل وسائل الإعلام والسياسيين وكذلك المجلس الرئاسي للمجتمع المدني وحقوق الإنسان لأي دليل يفيد وجود أعمال شغب جماعية خلال التجمعات.

## سياق الأحدات
رفضت لجنة مدينة موسكو الانتخابية بعد التحقق من التوقيعات التي جمعها المرشحون، تسجيل معظم مرشحي المعارضة المستقلين بذريعة أن النسبة المئوية للتوقيعات المرفوضة مرتفعة (حيث تجاوز معدل الرفض المسموح به ٪10). اتهم المرشحون المستقلون اللجنة بالتزوير خلال عملية التحقق من التوقيعات بهدف منع المعارضة من المشاركة في الانتخابات. حيث تم إدخال بعض البيانات الشخصية الخاطئة للموقعين. بالإضافة إلى ذلك، تم إبطال جزء كبير من التوقيعات على أساس ما يسمى بفحص خط اليد. قدم المرشحون للجنة مدينة موسكو الانتخابية إقرارات تؤكد صحة توقيعات الموقعين الذين تم رفضهم على أساس فحص خط اليد. كما قدم المرشحون إلى الوزارة شهادة من خبراء محترفين في الكتابة اليدوية بشأن إفلاس لجنة مدينة موسكو الانتخابية. على الرغم من ذلك، لم تغير اللجنة قرارها. في 13 يوليو وإبان الاحتجاجات، أقدمت المرشحة ليوبوف سوبول بالإضراب عن الطعام.
من ناحية أخرى، سجلت اللجنة 32 مرشحا من حزب الشيوعيين في روسيا، الذي كان يتمتع بشعبية منخفضة للغاية خلال الانتخابات التشريعية الروسية 2016 لمجلس الدوما التي حصد ٪2. يصنف الحزب من قبل الخبراء بمثابة المفسد الأصلي للحزب الشيوعي لروسيا الاتحادية. حيث كان معظم المرشحين من الطلاب وربات البيوت والعمال ذوي المهارات المنخفضة غير معروفين تقريبًا في موسكو. وفقًا للجنة، تمكن هؤلاء المرشحون غير المعروفين البالغ عددهم 32 من جمع التواقيع اللازمة. ومع ذلك، فإن سكان موسكو لم يروا أي جامعي توقيع للمرشحين من الشيوعيين في روسيا أو المرشحين «المستقلين» الموالين لروسيا في شوارع مدينتهم. في وقت لاحق، كشفت صحيفة معارضة نوفايا جازيتا أن المقر نفسه ينسق تصرفات المرشحين من الشيوعيين في روسيا و«المستقلين» المؤيدين للولايات المتحدة.